# Henri Milne-Edwards

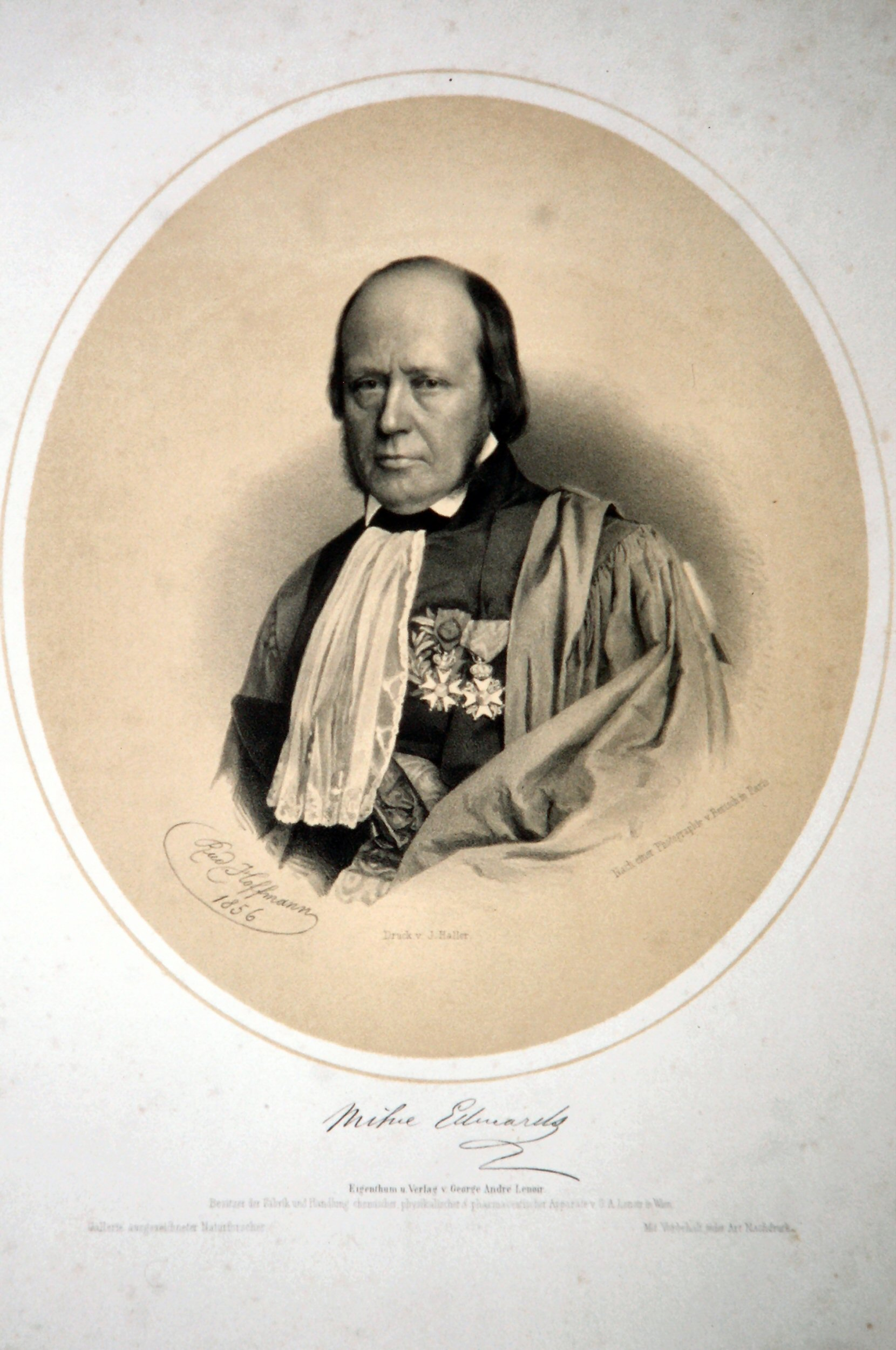
Henri Milne-Edwards, Lithographie von Rudolf Hoffmann, 1856

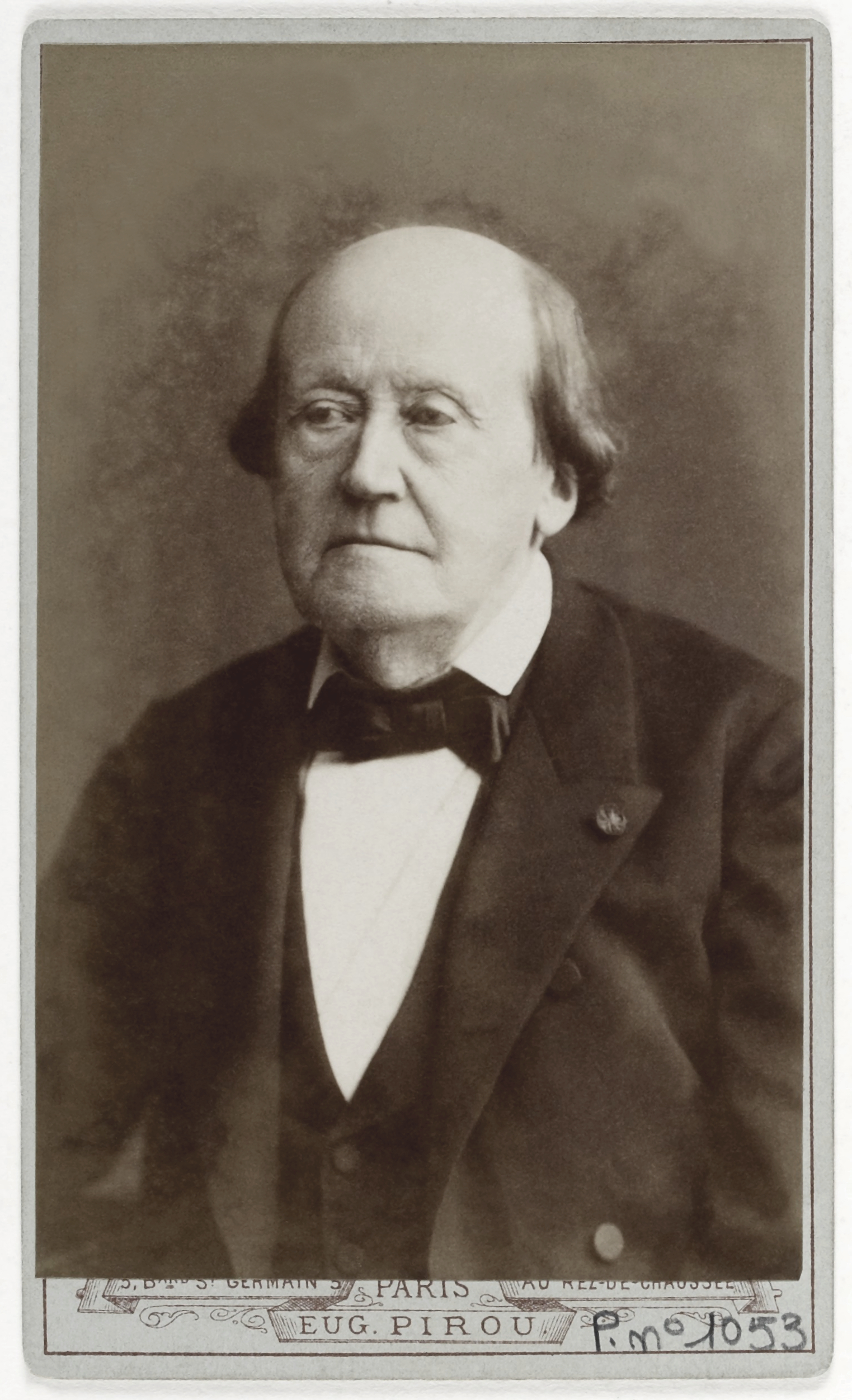
Henri Milne-Edwards

Henri Milne-Edwards (* 23. Oktober 1800 in Brügge; † 29. Juli 1885 in Paris) war ein französischer Zoologe. William Frédéric Edwards ist sein Halbbruder und Alphonse Milne-Edwards einer seiner Söhne.

## Leben und Wirken
Milne-Edwards war das zweite Kind von William Edwards (1746–1823) und dessen zweiter Frau Elisabeth Vaux. Sein aus England stammender Vater war Plantagenbesitzer auf Jamaika. Ende des Jahrhunderts verließ die Familie Jamaika und ließ sich in Brügge nieder. In Belgien wurde sein Vater der Mittäterschaft an der Flucht einiger Gefangener beschuldigt und sieben Jahre inhaftiert. Milne-Edwards kam in die Obhut seines Bruders William. Nach dem Sturz Napoleons zog die Familie 1814 nach Paris.
In Paris begann Milne-Edwards Medizin zu studieren. 1821 erwarb er den Abschluss als Baccalaureus Litterarum. 1823 wurde Milne-Edwards zum Doktor der Medizin promoviert. In seiner Dissertation vertrat er die Ansicht, dass die Grundstruktur aller tierischen Gewebe aus einer Reihe von als „globules“ (Kügelchen) gebildeten Einheiten bestünde.
1823 heiratete er Laura Trézel († 1842), eine Tochter von Camille Alphonse Trézel, mit der er neun Kinder hatte.
Milne-Edwards veröffentlichte zunächst mit Manuel de matière médicale (1826, mit Pierre Vavasseur) und Manuel d’anatomie chirurgicale (1827) medizinische Lehrbücher, die unter anderem ins Englische übersetzt wurden. Zuvor hatte er mit Gilbert Breschet (1784–1845) zwei medizinische Fachartikel in den Annales des sciences naturelles veröffentlicht.
Er interessierte sich für Zoologie, insbesondere für die Anatomie und vergleichende Physiologie der Krebstiere (Crustacea). Zwischen 1826 und 1830 erkundete er, allein oder mit verschiedenen Begleitern, während mehrerer Aufenthalte die Küste von Granville, der Chausey-Inseln, von Saint-Malo und der Île de Noirmoutier. Seine erste, gemeinsam mit Victor Audouin verfasste und 1827 veröffentlichte, karzinologische Abhandlung beschäftigte sich mit dem Blutkreislauf der Gattungen Maja (Dreieckskrabben) und Hummer (Homarus). Seine Reisen waren die Grundlage für das mit Audouin verfasste zweibändige Werk Recherches pour servir a l’histoire naturelle du littoral de la France (1832–1834). Der zweite Band enthält eine Systematik der Ringelwürmer (Annelida).
Milne-Edwards wurde 1832 Professor für Hygiene und Naturgeschichte an der École centrale des arts et manufactures. 1834 ersetzte er Jean-Baptiste Dumas als Herausgeber der Annales des sciences naturelles.
Nach dem Tod von Audouin wurde er 1841 dessen Nachfolger als Professor für Entomologie am Muséum national d’histoire naturelle. Er war damit für Krebstiere, Tausendfüßer und Spinnentiere sowie Insekten verantwortlich. Um 1841 veröffentlichte er gemeinsam mit Adrien de Jussieu und François Sulpice Beudant den Cours élémentaire d’histoire naturelle, einen mehrbändigen Grundkurs der Naturgeschichte, nach dem unterrichtet werden sollte. 
1843 wurde er zum Professor für Entomologie und Vergleichende Physiologie an der Faculté des sciences de Paris (ab 1896 zur Universität von Paris gehörend) berufen. Sein umfangreichstes Werk ist Leçons sur la physiologie et l’anatomie comparée de l’homme et des animaux (1857–1881) zur vergleichenden Physiologie und Anatomie des Menschen und der Tiere. Nach dem Tod von Isidore Geoffroy Saint-Hilaire wechselte er auf den zoologischen Lehrstuhl für Säugetiere und Vögel am Muséum national d’Histoire naturelle.

## Ehrungen
1832 gehörte Milne-Edwards zu den Gründungsmitgliedern der Société entomologique de France. 1838 wurde er in die Académie des sciences in Paris, 1846 in die Russische Akademie der Wissenschaften in St. Petersburg, 1849 in die American Academy of Arts and Sciences, 1850 in die Académie royale des Sciences, des Lettres et des Beaux-Arts de Belgique, und 1855 in die Royal Society of Edinburgh gewählt. Im Jahr 1860 wurde er zum Mitglied der Leopoldina gewählt, 1864 in die National Academy of Sciences. Seit 1859 war er auswärtiges Mitglied der Bayerischen Akademie der Wissenschaften, seit 1861 der Göttinger Akademie der Wissenschaften und seit 1862 der Königlich Niederländischen Akademie der Wissenschaften.
Am 30. März 1848 wurde Milne-Edwards als Mitglied („Fellow“) in die Royal Society gewählt, die ihm 1856 die Copley-Medaille verlieh. 1867 erhielt Milne-Edwards den preußischen Verdienstorden Pour le Mérite. 1847 wurde er Offizier und am 13. August 1861 Kommandeur der Ehrenlegion.
1881 wurde eine vom Medailleur Alphée Dubois (1831–1905) geschaffene Ehrenmedaille herausgegeben. Die Rückseite der Bronze-Medaille trägt die Inschrift „LECONS / SUR L'ANATOMIE / ET LA PHYSIOLOGIE / COMPAREES / 1857–1880 / A H. MILNE EDWARDS / SES DISCIPLES / ET SES / ADMIRATEURS“.
Nach Milne-Edwards wurden folgende Taxa benannt:
- Propithecus edwardsi, A. Grandidier, 1871, Primat
- Edwardsiidae, Andres 1880, Familie von Seeanemonen
- Glossocephalus milneedwardsi, Bovallius 1887, Krebstier
- Milnesium tardigradum, Doyere 1840, Bärtierchen
- Capricornis milneedwardsii, David 1869, chinesische Ziegenart
- Geranopterus milneedwardsi, Mayr und Mourer-Chauvire 2000,  Vogelart aus dem Eozän

## Schriften (Auswahl)
Bücher
- Mémoire sur la structure élémentaire des principaux tissus organiques des animaux. Paris 1823 (Digitalisat) – Dissertation vom 30. Juli 1823.
  - = In: Archives générales de médecine. 1. Folge, Band 3, Paris 1823, S. 165–184 (Digitalisat).
- Manuel de matière médicale, ou Description abrégée des médicaments […]. – mit Pierre Vavasseur (1797–1870)
  - 1. Auflage, Paris 1826 (Digitalisat).
  - 2. Auflage, Paris 1828 (Digitalisat).
  - A manual of materia medica and pharmacy. Philadelphia 1829 (Digitalisat).
  - A manual of materia medica and pharmacy. London 1831 (Digitalisat).
- Manuel d’anatomie chirurgicale ou Description du corps humain divise en regions […]. Paris 1827 (Digitalisat).
  - A manual of surgical anatomy […]. London 1828 (Digitalisat) – übersetzt von William Coulson (1802–1877).
  - A manual of surgical anatomy […]. Philadelphia 1828 (Digitalisat).
- Recherches pour servir a l’histoire naturelle du littoral de la France, ou, Recueil de mémoires sur l’anatomie, la physiologie, la classification et les moeurs des animaux des nos côtes. 2 Bände. Paris 1832–1834 (Band 1, Band 2) – mit Victor Audouin.
- Cahiers d’histoire naturelle. 6 Hefte. Paris 1833–1835 (Heft 1, Heft 2, Heft 3, Heft 4, Heft 5, Heft 6) – mit Achille Comte (1802–1866).
- Nouveau formulaire pratique des hôpitaux, ou choix de formules des hopitaux civils et militaires de France, d’Angleterre, d’Allemagne, d’Italie […]. Paris 1834 (Digitalisat) – mit Pierre Vavasseur (1797–1870).
  - Neues practisches Formulare und Recepttaschenbuch. Berlin 1834 (Digitalisat) – übersetzt von Eduard Adolph Gräfe (1794–1859).
- Élémens de zoologie, ou, Leçons sur l’anatomie, la physiologie, la classification et les moeurs des animaux. 4 Bände, Paris 1834–1837.
  - 2. Auflage, Paris 1840–1843 (Digitalisat).
- Histoire naturelle des crustacés, comprenant l’anatomie, la physiologie et la classification de ces animaux. 3 Bände, 1 Atlas. Paris 1834–1840 (Digitalisat).
- Cours élémentaire d’histoire naturelle. Zoologie. Paris [1841?] (Digitalisat).
  - 7. Auflage, Paris 1855 (Digitalisat).
  - 10. Auflage, Paris 1867 (Digitalisat).
  - Outlines of anatomy and physiology. Little & Brown, Boston 1841.
  - Zoologie. In: Populäre Naturgeschichte der drei Reiche. 12 Bände, Scheible, Rieger & Sattler, Stuttgart 1844 (Band 1, Band 2, Band 3, Band 4).
- A monograph of the British fossil corals. London 1850–1854 (Digitalisat) – mit Jules Haime.
  - = A monograph of the British fossil corals. In: Monographs of the Palaeontographical Society.
    - First Part. Introduction; Corals from the Tertiary and Cretaceous Formations. Band 3, Nr. 7, 1850, S. I–71 (doi:10.1080/02693445.1850.12113200).
    - Second Part. Corals from the Oolitic Formations. Band 5, Nr. 12, 1851, S. 73–145 (doi:10.1080/02693445.1851.12113202).
    - Third Part. Corals from the Permian Formation and the Mountain Limestone. Band 6, Nr. 14, 1852, S. 147–210 (doi:10.1080/25761900.2022.12131652).
    - Fourth Part. Corals from the Devonian Formation. Band 7, Nr. 20, 1853, IV–12 (doi:10.1080/02693445.1853.12089323).
    - Fifth Part. Corals from the Silurian Formation. Band 8, Nr. 29, 1854, S. 245–322 (doi:10.1080/02693445.1855.12088371).
- Mélanges carcinologiques. 2 Bände, Paris [1851–1854] darin:
  - Observations sur le squelette tégumentaire des Crustacés décapodes, et sur la morphologie de ces animaux. In: Annales des sciences naturelles. Zoologie. 3. Folge, Band 16, 1851, S. 221–291 (Digitalisat).
  - Observations sur les affinités zoologiques et la classification naturelle des Crustacés. In: Annales des sciences naturelles. Zoologie. 3. Folge, Band 18, 1852, S. 109―166 (Digitalisat).
  - Mémoire sur la famille des Ocypodiens. In: Annales des sciences naturelles. Zoologie. 3. Folge, Band 20, 1853, S. 163―226 (Digitalisat).
  - Notes sur quelques Crustacés nouveaux ou peu connus conservés dans la collection du Muséum d’Histoire naturelle. In: Archives du Muséum d’Histoire Naturelle. Band 7, 1854, S. 145―192 (Digitalisat).
- Introduction a la zoologie générale, ou, Considérations sur les tendances de la nature dans la constitution du règne animal. Paris 1851 (Digitalisat).
  - Das Verfahren der Natur bei Gestaltung des Thier-Reichs. (= Beiträge zur allgemeinen Zoologie Band 1) Müller, Stuttgart 1853 (Digitalisat).
- A manual of zoology. Renshaw, London 1856 (Digitalisat).
  - 2. Auflage (Digitalisat).
- Histoire naturelle des coralliaires ou polypes proprement dits. 3 Bände, 1 Atlas, Roret, Paris 1857–1860 (Digitalisat) – mit Jules Haime.
- Leçons sur la physiologie et l’anatomie comparée de l’homme et des animaux. 14 Bände, Paris 1857–1881 (Band 1–9).
- Rapport sur les progrès récents des sciences zoologiques en France. Paris 1867 (Digitalisat).
- Recherches pour servir a l’histoire naturelle des mammifères. Comprenant des considérations sur la classification de ces animaux. 2 Bände, G. Masson, Paris 1868–1874 (Digitalisat).

Als Herausgeber
- Annales des sciences naturelles, zoologie et biologie animale. Masson, Paris 1834–1885.

Zeitschriftenbeiträge mit Gilbert Breschet (1825–1826)
- Mémoire sur le mode d’action des nerfs pneumo-gastriques dans la production des phénomènes de la Digestion. In: Annales des sciences naturelles. Band 4, Paris 1825, S. 257–271 (Digitalisat).
- Recherches expérimentales sur l’Exhalation pulmonaire. In: Annales des sciences naturelles. Band 9, Paris 1826, S. 5–31 (Digitalisat).

Zeitschriftenbeiträge mit Victor Audouin (1826–1833)
- Mémoire sur la Nicothoé, animal singulier qui suce le sang des homards. In: Annales des sciences naturelles. Band 9, 1826, S. 345–361 (Digitalisat).
- Recherches anatomiques et physiologiques sur la circulation dans les crustacés. In: Annales des sciences naturelles. Band 11, Paris 1827, S. 283–314, S. 352–393.
- Récherches anatomiques sur le système nerveux. In: Annales des sciences naturelles. Band 14, 1828, S. 77–102 (Digitalisat).
- Résumé des recherches sur les animaux sans vertèbres, faites aux îles Chausey. In: Annales des sciences naturelles. Band 15, 1828, S. 5–19 (Digitalisat).
- Description de l’Hipponoé, nouveau genre d’Annélides (I). In: Annales des sciences naturelles. Band 20, 1830, S. 156–159 (Digitalisat).
- Note sur le système nerveux des Crustacés. In: Annales des sciences naturelles. Band 20, 1830, S. 181–185 (Digitalisat).
- Classification des Annélides, et description de celles qui habitent les côtes de la France. 5 Teile, 1832–1833 – mit Victor Audouin.
  - In: Annales des sciences naturelles. Band 27, 1832, S. 337–447 (Digitalisat).
  - In: Annales des sciences naturelles. Band 28, 1833, S. 187–247 (Digitalisat).
  - In: Annales des sciences naturelles. Band 29, 1833, S. 195–269 (Digitalisat).
  - In: Annales des sciences naturelles. Band 29, 1833, S. 388–412 (Digitalisat).
  - In: Annales des sciences naturelles. Band 30, 1833, S. 411–425 (Digitalisat).

Zeitschriftenbeiträge mit Jean-Baptiste Dumas (1843–1845)
- Note sur la production de la cire des Abeilles. In: Annales des sciences naturelles. Zoologie. 2. Folge, Band 20, 1843, S. 174–181 (Digitalisat).
- Sur la composition de la cire des Abeilles. In: Annales de chimie et de physique. Band 14, 1845, S. 400–408 (Digitalisat).

Zeitschriftenbeiträge mit Jules Haime (1848–1852)
- Recherches sur les Polypiers. 1848–1852
  - Premier mémoire. Observations sur la structure et le développement des Polypiers en général. In: Annales des sciences naturelles. Zoologie. 3. Folge, Band 9, 1848, S. 37–89 (Digitalisat).
  - Deuxième Mémoire. Monographie des Turbinolides. In: Annales des sciences naturelles. Zoologie. 3. Folge, Band 9, 1848, S. 211–344 (Digitalisat).
  - Troisième mémoire. Monographie des Eupsammides. In: Annales des sciences naturelles. Zoologie. 3. Folge, Band 10, 1848, S. 65–114 (Digitalisat).
  - Quatrième Mémoire. Monographie des Astréides. In: Annales des sciences naturelles. Zoologie. 3. Folge, Band 10, 1848, S. 209–321 (Digitalisat).
  - Quatrième Mémoire. Monographie des Astréides (1). In: Annales des sciences naturelles. Zoologie. 3. Folge, Band 11, 1849, S. 233–312 (Digitalisat).
  - Quatrième Mémoire. Monographie des Astréides (1) (suite.). In: Annales des sciences naturelles. Zoologie. 3. Folge, Band 12, 1848, S. 95–197 (Digitalisat).
  - Cinquième mémoire. Monographie des Osculinides. In: Annales des sciences naturelles. Zoologie. 3. Folge, Band 13, 1850, S. 63–110 ([ Digitalisat]).
  - Sixième mémoire. Monographie des Fongides. In: Annales des sciences naturelles. Zoologie. 3. Folge, Band 15, 1851, S. 73–144 (Digitalisat).
  - Septième mémoire. Monographie des Poritides. In: Annales des sciences naturelles. Zoologie. 3. Folge, Band 16, 1851, S. 21–70 (Digitalisat).
  - Huitième mémoire. Observations sur le genre Lithostrotium. In: Annales des sciences naturelles. Zoologie. 3. Folge, Band 18, 1852, S. 21–62 (Digitalisat).
- Mémoire sur les Polypiers appartenant à la famille des Oculinides, au groupe intermédiaire des Pseudastréides et à la famille des Fongides. In: Comptes rendus hebdomadaires des séances de l’Académie des sciences. Band 29, 1849, S. 67–73 (Digitalisat).
- Mémoire sur les Polypiers appartenant aux groupes naturels des Zoanthaires perforés et des Zoanthaires tabulés. In: Comptes rendus hebdomadaires des séances de l’Académie des sciences. Band 29, 1849, S. 257–263 (Digitalisat).
- Monographie des polypiers fossiles des terrains palaeozoiques, précédée d’un tableau général de la classification des polypes. In: Archives du Muséum d'Histoire Naturelle. Band 5, Paris 1851, S. 1–502 (Digitalisat).

Zeitschriftenbeiträge mit Wilhelm Peters (1840)
- Zoological Notices regarding Cephalopoda, Pyrosoma, Salpa, Carinaria, Echinus, Holothuria, Hydrostatic Acalephae, Beroe, and Coralline Polypidoms. In: The Edinburgh New Philosophical Journal. Band 29, 1840, S. 167–171 (Digitalisat).

Zeitschriftenbeiträge mit Achille Valenciennes (1849 und 1855)
- Nouvelles observations sur la constitution de l’appareil de la circulation chez les Mollusques. In: Mémoires de l’Académie des sciences de l’Institut de France. Band 20, 1849, S. 485–496 (Digitalisat).
- On the transmission and metamorphoses of the Intestinal Worms. In: The Annals and magazine of natural history; zoology, botany, and geology. 2. Folge, Band 15, S. 462–464 (Digitalisat).

Zeitschriftenbeiträge mit Pierre Vavasseur (1823 und 1826)
- De l’influence du système nerveux sur la digestion stomacale. In: Archives générales de médecine. Band 2, 1823, S. 485–510 (Digitalisat).
- De l’influence que les ganglions cervicaux, moyens et inférieurs du grand sympathique, exercent sur les mouvements du coeur. In: Annales des sciences naturelles. Band 9, 1826, S. 329–331 (Digitalisat).

Zeitschriftenbeiträge mit Louis-René Villermé (1834 und 1838)
- De l’influence de la température sur la mortalité des enfants nouveau-nés. In: Mémoires de la Société d’histoire naturelle de Paris. 2. Folge, Band 5, 1834, S. 61–76 (Digitalisat).
- Influence de la température sur la mortalité des jeunes enfants. In: Société philomathique de Paris. Extraits des procès-verbaux des séances. 1838, S. 119–122 (Digitalisat).

Weitere Zeitschriftenbeiträge
Allein bis 1863 veröffentlichte Milne-Edwards über einhundert Zeitschriftenbeiträge.
- Mémoire sur quelques Crustacés nouveaux. In: Annales des sciences naturelles. Band 13, 1828, S. 287–301 (Digitalisat).
- Quelques remarques sur l’emploi du sel en agriculture. In: Mémoires punliés par la Société nationale et centrale d’agriculture. Années 1848–1849. 1. Teil, Paris 1850, S. 165–202 (Digitalisat).